# Lis Allentoft
Betty Elisa Allentoft, blot kendt som Lis Allentoft, (4. maj 1916 i Ranum – 5. april 2011 i Ringe) var en dansk skuespillerinde.
Allentoft begyndte som skuespiller i 1947. Efter at være blevet uddannet i retorik fra Københavns Universitet, begyndte hun på Asmund Rostrups private elevskole og var elev på Nygade Teatret. Efterfølgende blev hun tilknyttet Radioteatret og tog en række kurser på Statens Teaterskole i 1972. I løbet af karrieren arbejdede hun primært ved teatret, men indspillede dog fire spillefilm.

## Filmografi
- Smedestræde 4 (1950)
- Kærlighedsdoktoren (1952)
- Et eventyr om tre (1954)
- Lille mand, pas på! (1968)
- Ta' det som en mand, frue (1975)